# 久美喇嘛

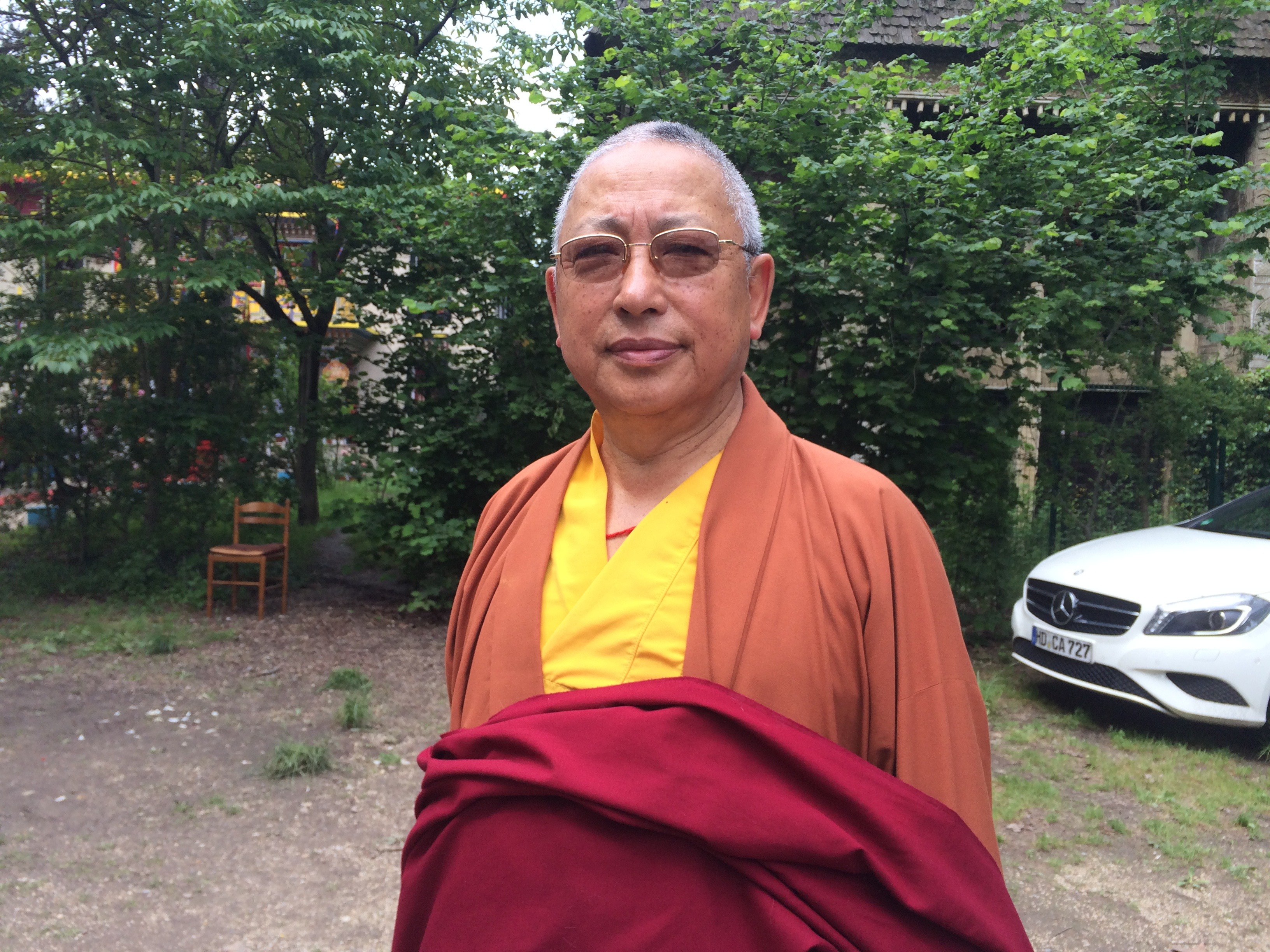
久美喇嘛

久美喇嘛（藏語：བླ་མ་་འགྱུར་མེད，1948年9月26日—），出生於不丹， 受十六世大寶法王噶瑪巴的薰陶而發願出家，十七歲時應一世卡盧仁波切要求到印度叟納達（Sonada）寺修行三年，21歲時在錫金隆德寺學習四年，接受了頂果欽哲仁波切的伏藏傳承，從十六世噶瑪巴那裡得到噶舉傳承法師文憑，1974年受法王委派到法國弘法並定居於此，後受師傅一世卡盧仁波切委託，任法國噶舉中心住持，1982年起兼任諾曼底持金剛林住持。